# Lymantria umbrina
Lymantria umbrina är en fjärilsart som beskrevs av Moore 1879. Lymantria umbrina ingår i släktet Lymantria och familjen tofsspinnare. Inga underarter finns listade i Catalogue of Life.